# Sapporo Open 1993
Il Sapporo Open 1993 è stato un torneo femminile di tennis giocato sul sintetico indoor. È stata la 1ª edizione del torneo, che fa parte della categoria Tier IV nell'ambito del WTA Tour 1993. Si è giocato a Sapporo in Giappone, dal 27 settembre al 3 ottobre 1993.

## Campionesse

### Singolare
Linda Wild ha battuto in finale  Irina Spîrlea con il punteggio di 6–4, 6–3

### Doppio
Yayuk Basuki /  Nana Miyagi hanno battuto in finale  Yone Kamio /  Naoko Kijimuta con il punteggio di 6–4, 6–2